# Bawosaloo Dao Dao
Bawosaloo Dao Dao is een bestuurslaag in het regentschap Nias Selatan van de provincie Noord-Sumatra, Indonesië. Bawosaloo Dao Dao telt 716 inwoners (volkstelling 2010).